# Symeon Połocki

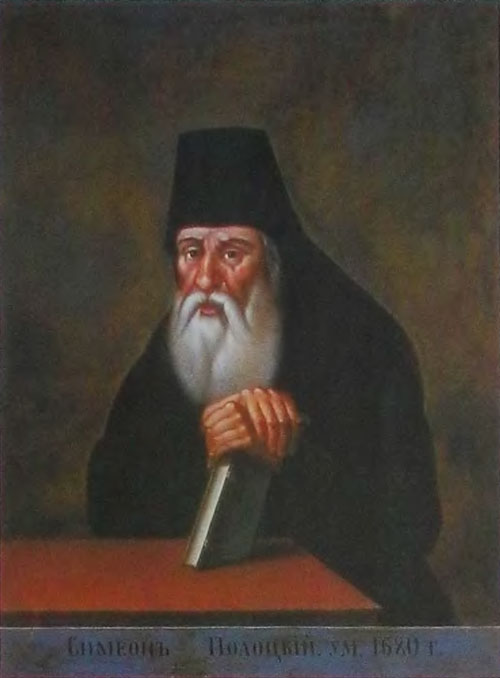
Symeon Połocki

Symeon Połocki, właściwie Samuel (w zakonie Symeon) Piotrowski-Sitnianowicz (ur. 1628 lub 1629 w Połocku, zm. 25 sierpnia 1680 w Moskwie) – ruski, wielkolitewski pisarz pochodzący z Wielkiego Księstwa Litewskiego.
Był osobą duchowną: z urodzenia prawosławny połocczanin, po nauce w Mohylewie i w Akademii Mohylańskiej, kontynuuje studia u wileńskich jezuitów, potem wstępuje do zakonu bazylianów i Potem wstępuje do zakonu św.Bazylego (bazylianów) i zostaje unitą. Jest poetą, pisze po polsku i po białorusku, słynie jako wybitny kaznodzieja. Po najeździe rosyjskim 1655 roku przyjeżdża do Połocka, wraca do prawosławia, a po roku już jako archimandryta z Bogojawleńskiego monasteru wita swoimi wierszami i hymnami odwiedzającego Połock cara, nazywając go wielkim wyzwolicielem ziemi białoruskiej z polskiej niewoli. Wypowiada się publicznie i tworzy poezję w ciągu całej wojny, właśnie w tym duchu. W konsekwencji, jeszcze przed odwrotem wojsk rosyjskich Symeon Połocki wyjeżdża na zaproszenie cara do Moskwy.Tam staje się ważną postacią rosyjskiej Cerkwi i- po zmianie języka swej twórczości, rosyjskiej literatury. Jest autorem rosyjskiego przekładu Księgi Psalmów. Nigdy nie wraca na ziemie Rzeczypospolitej. Jego utwory homiletyczne staną się najwybitniejszymi osiągnięciami starobiałoruskiej literatury pięknej.
W swoich książkach własnoręcznie zaznaczał siebie -– właściciela – jako „Simeonis Piotrowskj Sitnianowicz hieromonachi Polocensis Ord.[inis] S.[ancti] Bas.[ilii] M.[agni]”; w Moskwie swojej przynależności nie afiszował i prawdopodobnie podawał się za prawosławnego, choć i był przez osoby mu nieprzychylne posądzany o poglądy prokatolickie. Symeon był wszechstronnie wyedukowaną osobą (nie wyłączając znajomości teologii), co umożliwiło mu branie udziałów w dysputach teologicznych wśród prawosławnych. Należy nadmienić, iż wolność religijna w Rosji nie istniała, zaś osoba wyznania nieprawosławnego w żaden sposób nie mogła zostać wychowawcą carskich dzieci (kim właśnie był Symeon Połocki).
Wielkolitewski poeta i dramaturg, wychowanek Kolegium Kijowskiego i Akademii Wileńskiej. Symeon Połocki pisał po starobiałorusku, łacinie, polsku i  cerkiewnosłowiańsku. Pisał w tych językach wiersze, przemówienia, naukowe traktaty.
Symeon Połocki był autorem Rymologionu (Rifmologion) oraz Ogrodu wielu kwiatów (Wertograd mnogocwietnyj).
Najcenniejszym przejawem związków twórczości Symeona z polszczyzną jest jego poetycka parafraza cerkiewnosłowiańskiej wersji Psałterza, dla którego wzorem był Psałterz Dawidów Jana Kochanowskiego, dzieło o zasięgu europejskim. Psałterz rymowany jest pierwszą w historii literatury rosyjskiej antologią poetycką, świadectwem dojrzewania elementów nowoczesności. Dzieło to dało początek wersyfikacji sylabicznej (głównie jedenasto- i trzynasto- zgłoskowcom), analogicznie pokrewnej literackim zjawiskom polskim.
Niezwykle interesujący jest najwcześniejszy rękopis Symeona Połockiego „Pandecta seu collectanea albo zebran[ie] sc riptow rozmaitych i notatie”, odkryty przez Ryszarda Łużnego, który jako pierwszy szczególnie zainteresował się najwcześniejszą poezją Symeona. Rękopis przechowywany jest obecnie w Rosyjskim Państwowym Archiwum Akt Dawnych w Moskwie, a oprócz wierszy zawiera polskojęzyczne notatki, wypisy z dzieł drukowanych, Pisma Świętego, Ojców Kościoła i autorów starożytnych czy listę królów polskich od Lecha do Jana III Sobieskiego, która jest najpewniej wyciągiem z kronik Kromera czy Bielskiego.
Symeon Połocki szerzył ugruntowane przeświadczenie ustosunkowania się do polskiej tradycji i w kulturze rosyjskiej polszczyźnie zapewniał zaszczytne miejsce. Poglądy te były dość popularne w tamtym okresie szczególnie, że polszczyzna stanowiła dla oświeconych warstw społeczeństwa rosyjskiego jeden z głównych obok łaciny języków obcych. Ponadto była przecież językiem nowożytnym, ciągle ewoluującym i praktycznie używanym. W 1685 roku uczeń Symeona Połockiego i kontynuator jego dzieła, mnich Sylwester (Miedwiediew) przedstawił regentce Zofii tekst traktatu a zarazem planu powołania pierwszej na terenie Rusi uczelni, Akademii Słowiańsko-Grecko-Łacińskiej  (autorem projektu był sam Połocki). Tekst ten uwzględniał konieczność usytuowania języka polskiego na równi z językiem łacińskim i greckim w szkole. Projektowana uczelnia miała stać na straży tradycji prawosławno-greckiej, przeciwstawiając się wpływom łacińskim.
Symeon Połocki studiował w Akademii Kijowsko-Mohylańskiej m.in. u Łazarza (Baranowicza), znanego poety ruskiego i późniejszego biskupa czernihowskiego, z którym utrzymywał ciepłe stosunki do końca życia. Od 1656 r. wykładał w bazyliańskiej szkole brackiej w Połocku, następnie (od 1664 r.) przebywał na dworze moskiewskim jako wychowawca dzieci cara Aleksego I Michajłowicza – Aleksego, Zofii i Fiodora, założył tu też drukarnię. Czerpał z barokowego bogactwa gatunków i form wersyfikacyjnych, bliski też polskim poetom XVII-wiecznym sensualizmem i ornamentacyjnością stylu. W swych dramatach (m.in. Komedia o królu Nabuchodonozorze czy Komedia o synu marnotrawnym) wzorował się na jezuickim dramacie szkolnym. Pozostawił obszerne zbiory wierszy dydaktycznych oraz okolicznościowych.